# Émile Chartier (chanoine et critique littéraire)
Ne doit pas être confondu avec Alain (philosophe).
Pour les articles homonymes, voir Émile Chartier et Chartier.
Émile Chartier (Mgr Chartier) (Sherbrooke, 18 juin 1876 - Sherbrooke, 27 février 1963) est un prêtre catholique et critique littéraire québécois et canadien.

## Biographie
Fils d'Étienne Chartier, avocat, et d'Henriette Blondin, Émile Chartier est ordonné prêtre à Sainte-Madeleine le 28 mai 1899. Il détient plusieurs diplômes universitaires : M.A. (Laval, Québec, 1902), docteur en philosophie (Propagande, Rome, 1904), docteur de l'Académie Saint-Thomas (Grégorienne, Rome, 1905), licencié ès lettres (Sorbonne, Paris, 1906).  
Professeur au Séminaire de Saint-Hyacinthe en rhétorique (1894-1903) puis en philosophie (1907-1914), il occupe par la suite plusieurs postes à l'Université de Montréal. En plus d'être professeur de littérature canadienne et de littérature grecque à la Faculté des lettres, il est secrétaire adjoint de la Faculté des arts (1915-1919), secrétaire général (1916-1920), membre de la Commission d'administration (1920-1944), premier vice-recteur (1920-1944), doyen puis secrétaire de la Faculté des lettres (1920-1944, 1945-1963), membre du Sénat académique et du Conseil universitaire (1929-1944). Il est également l'aumônier général de l'Université de 1920 à 1944. Émile Chartier enseigne également en Europe en tant que chargé de cours à l’Institut catholique de Paris en 1921, à la Sorbonne en 1927 et à l’Université d’Oxford vers 1928. 
En parallèle,  il est nommé en 1918 chanoine titulaire de la cathédrale de Montréal, puis, en 1921, chanoine honoraire de Naxos. Il est aussi nommé chanoine d'honneur de Chartres en France et il est élevé au titre de prélat romain en 1939. Il participe à la fondation de deux collèges classiques destinés aux femmes : le Collège Saint-Maurice de Saint-Hyacinthe en 1935 et le Collège du Sacré-Cœur de Sherbrooke en 1945. En 1954, il collabore à la fondation de l'Université de Sherbrooke dans sa ville natale. 
En tant que critique littéraire, il publie plusieurs ouvrages et collabore à plusieurs périodiques comme La Revue trimestrielle, La Revue canadienne (qu'il dirige de 1908 à 1923), La Revue littéraire d'Ottawa (qu'il dirige également de 1910 à 1912) et les Mémoires de la Société royale du Canada dont il est membre. Il participe également à la fondation de la revue L'Enseignement secondaire au Canada. On lui décerne les médailles de l’Ordre de la fidélité française de la Société du bon parler français et de l’Institut scientifique franco-canadien. Émile Chartier est membre notamment de la Société royale du Canada (1916), de la Société historique de Montréal, de l'Association des Études grecques de Paris, de la Society of Hellenic Studies de Londres, et de la Société canadienne de l'histoire de l'Église. 
Un fonds d'archives d'Émile Chartier est conservé à la Bibliothèque générale de l'Université de Sherbrooke, au Séminaire de Saint-Hyacinthe et au Centre de recherche en civilisation canadienne-française de l'Université d'Ottawa. Un autre fonds d'archives d'Émile Chartier est conservé au Centre d'archives de Montréal de Bibliothèque et Archives nationales du Québec.

## Honneurs
- Prix littéraire Juge-Lemay

## Publications
- Pages de combat (première série), 1911;
- L'art de l'expression littéraire, 1915;
- Littérature canadienne-française, avec morceaux choisis, dans l'Histoire de la littérature française de l'abbé Calvet;
- Sept chapitres sur le Canada français, dans l'Encyclopédie de la Jeunesse de la Cie Grolier, 1923 et 1928.

### Archives
- Fonds Émile Chartier (mgr), fonds d'archives conservé par la Division de la gestion de documents et des archives de l'Université de Montréal.
- Bibliothèque et Archives nationales du Québec, MSS112 Fonds Émile Chartier
- Centre de recherche en civilisation canadienne-française, fonds P98